# Celso de Paula Garcia
Celso de Paula Garcia (Lorena,Sao Paulo 1929 — 23 de novembro de 2008) foi um jornalista e locutor esportivo brasileiro.

## Biografia
O Garoto do Placar, como era conhecido, integrou, na década de 50 a equipe de radiojornalismo da Rádio Continental, passando depois para o Departamento de Esportes comandado por Waldir Amaral. Em 1962, antes da Copa do Mundo, no Chile, Waldir se transferiu para a Rádio Globo e Celso o acompanhou. Na Rádio Globo, Celso foi narrador e, posteriormente, comentarista. Também trabalhou no departamento de esportes da Rádio Tupi, quando fez a cobertura da Copa do Mundo de 1978. Se aposentou da carreira jornalística em 1990. Atuou ainda na Assessoria de Comunicação da Universidade Gama Filho e como professor em seu Departamento de Comunicação.
Torcedor assumido do CR Flamengo, ficou também conhecido por descobrir para o futebol o mais importante jogador da história do clube, Zico. Vizinho da família Antunes, em Quintino, Garcia levou o jovem de 14 anos para o clube da Gávea em 28 de setembro de 1967, após assistir a uma partida do Zico no futebol de salão pelo Juventude de Quintino. Por conta disso, Celso faz uma participação no filme Zico - O filme, um docudrama de 2003 que fala sobre a vida do Zico
Em 02 de maio de 2008, em entrevista ao repórter Fábio Azevedo no quadro "Cadê Você?" do programa Jogo Aberto Rio, apresentado por José Carlos Araújo, Celso Garcia contou que além do Zico, ele também descobriu o locutor esportivo José Carlos Araújo

## Bordões
Celso Garcia marcou época no Rio de Janeiro por seu estilo descontraído e seus bordões populares nos relatos das partidas de futebol: "não adianta chorar, Fulano (e dizia o nome do goleiro)... a nega tá lá dentro" ou "e atenção garoto do placar do Maracanã, coloque... (e divulgava o placar após a marcação de um gol)".

## Morte
Celso veio a falecer, aos 82 anos, na manhã do dia 23 de novembro de 2008 (um domingo), no Rio de Janeiro, devido a complicações cardíacas. Ele havia passado mal quando assistia à partida entre o seu Flamengo e o Palmeiras, 7 dias antes. Levado para o hospital, após uma semana, seu coração não resistiu.
O presidente do Flamengo, Márcio Braga, decretou luto oficial de três dias no clube. Celso foi homenageado com um minuto de silêncio antes da partida entre Cruzeiro e Flamengo, no Mineirão.
Zico, que estava no Uzbequistão quando o amigo morreu, chamou-o em seu site de "a pessoa mais importante" de sua história esportiva. "Foi o maior rubro-negro que conheci", escreveu.

## Homenagens
- Em 02 de maio de 2008, o repórter Fábio Azevedo no programa Jogo Aberto Rio, apresentado por José Carlos Araújo, entrevistou Celso Garcia para o quadro "Cadê Você?". No dia 28 de novembro, o programa homenageou Celso Garcia reprisando esta reportagem.[9]
- Em agosto de 2015, quadro "O rádio faz história" do programa Todas as Vozes da Rádio MEC do Rio de Janeiro, recordou trecho da transmissão do jogo Flamengo 1 x 0 ABC, feita pelo Celso à Super Rádio Tupi do Rio de Janeiro, onde Celso narrou um gol marcado pelo Zico.[1]
- Também em 2015, Celso foi homenageado no primeiro episódio da serie "É Bom Ouvir de Novo", no Site da ACERJ (Associação dos Cronistas Esprtivos do Rio de Janeiro).[10]